# Falco Xplorer
El Falco Xplorer es un vehículo aéreo no tripulado (MALE - UAV) de altitud media y gran autonomía capaz de realizar misiones de inteligencia, vigilancia, adquisición de objetivos y reconocimiento y misiones de ataque aéreo, desarrollado por Leonardo S.p.A. de Italia. Dirigido a los mercados militar y civil, el dron no está sujeto a restricciones ITAR, lo que lo hace fácilmente exportable a todo el mundo.